# Viviane Biviga
Viviane Biviga é uma política gabonesa. Ela é a atual Secretária Nacional de Comunicações e Tecnologia do Partido Democrático Gabonês (Parti démocratique gabonais) (PDG).